# Лумбрак
Лумбрак припада врсти морских гргеча, пореклом је из Атлантског океана од Шпаније до Марока и приморских вода Средоземног и Црног мора. Живи на дубинама до 50 метара око стена, али се може наћи и у сланим водама и лагунама. Може да порасте и до 44цм, али већина не порасте више од 25цм. 
Тело је овално и спљоштено и има велика уста. На леђима се налази пераје које досеже скоро до самог репа. Мужјаци и женке се разликују. Мужјаци су већи од женки, шаренији (посебно у сезони парења) и светлијих боја, док су женке тамнијих боја као што су сивкасто-зелена и браон, код стомака сива. Између незрелих мужјака и одраслих женки скоро да нема разлике у боји.

## Опис
Тело је овално и бочно спљоштено. Уста су релативно мала, са прилично јаким зубима налик псу. усне су са 6-9 набора. 
Оба пола имају малу тамну мрљу одмах изнад грудног пераја. Такође, многе тамније мрље на телу су облика 3 или 4 уздужне траке.
Боја уобичајено одражава полни диморфизам. Жене и млади су сиво-зеленкасте или смеђе боје, док је боја на стомаку сребрнаста. Између незрелих мушкараца и зреле жене готово да нема разлике у боји. Мужјаци су више јарких боја, посебно у сезони парења. Тело им је светлозелене, зеленоплавичасте или зеленожућкасте боје, док им је глава тамноплаво обојена на врху. Дуж тела им се налазе препознатљиве црвене тачке.
На леђима се истиче дугачка пераја која досеже готово до самог репа. Реп је трокутаст и без уреза. Расте до 44 цм дужине и око 0,75 кг тежине. Због релативно малих димензија, ова врста се ретко тражи као риба за исхрану , али се понекад продаје локално као храна када се ухвати у рибњаку. Може се наћи у трговини у акваријуму. Лумбрак се храни морским јежевима, шкољкама, и раковима. Мрешћење се одвија у пролеће, када мужјак изгради и чува гнездо саграђено од алги, а једна или више женки полажу своја лепљива јаја.

## Станиште
Пореклом је из Источног Атлантика од Шпаније до Марока и могу се наћи у приобалним деловима Средоземног и Црног мора. Ова дружељубива риба се налази на стеновитим гребенима обухваћеним алгама. Јавља се на дубинама од 1 до 50 метара.

## Риболов
Ова риба није од значајне улоге у пецању и нема комерцијалну вредност.